# دل ری اوکز (کالیفرنیا)
دل ری اوکز (به انگلیسی: Del Rey Oaks) شهری در شهرستان مونتری ایالت کالیفرنیا است که در سرشماری سال ۲۰۱۰ میلادی، ۱۶۲۴ نفر جمعیت داشته است.